# أكسل باور
أكسل باور (بالفرنسية: Axel Bauer)‏ هو مغني فرنسي، ولد في 7 أبريل 1961 في باريس في فرنسا.

## وصلات خارجية
- الموقع الرسمي
- أكسل باور على موقع IMDb (الإنجليزية)
- أكسل باور على موقع ألو سيني (الفرنسية)
- أكسل باور على موقع ميوزك برينز (الإنجليزية)
- أكسل باور على موقع أول ميوزيك (الإنجليزية)
- أكسل باور على موقع ديسكوغز (الإنجليزية)
- أكسل باور على موقع قاعدة بيانات الفيلم (الإنجليزية)
- أكسل باور على موقع كينوبويسك (الروسية)